# 徳島県立農林水産総合技術支援センター農業研究所
徳島県立 農林水産総合技術支援センター農業研究所（とくしまけんりつ のうりんすいさんそうごうぎじゅつしえんセンターのうぎょうけんきゅうじょ）は、徳島県における農業の研究・指導を目的として設置された徳島県立農林水産総合技術支援センターが管理する施設。

## 沿革
- 1903年 - 農商務省農事試験場四国支場廃止の後を受けて徳島県農事試験場として開設。
- 1908年 - 徳島県農事試験場を徳島県立農事試験場に改称。
- 1957年 - 徳島県立農事試験場を徳島県農業試験場に改称。
- 1983年 - 徳島県農業試験場を徳島県立農業試験場に改称し農業機械センターを合併、機械研修係を設置。
- 1992年 - 機械研修係を廃止し、機械研修部門を徳島県農業大学校に移管。
- 1995年 - 21世紀型農業技術開発施設等整備事業による圃場、研究施設の整備完了。
- 1998年 - 徳島県蚕業技術センターを合併、鴨島分場を設置。
- 2001年 - 組織改編により徳島県立農業試験場を廃止し、徳島県立農林水産総合技術センター農業研究所を設置。

## 組織
- 総務課
  - 企画経営担当野菜・花き担当
  - 生産環境担当病害虫担当
  - 中山間担当病害虫防除所

## 施設
- 本所
  - 名西郡石井町石井字石井1660
- 中山間担当（三好分場）
  - 三好市池田町シンヤマ3539-3
- 病害虫担当/病害虫防除所（鴨島分場）
  - 吉野川市鴨島町鴨島88